# 高雄市 (省轄市)
高雄市（カオシュン/たかお-し）は、かつて中華民国台湾省に存在した省轄市（現：市）。1945年（昭和20年/民国34年）の台湾光復に伴い、高雄州高雄市が台湾省の省轄市に改編されて成立した。1976年（民国65年）に人口が100万人を超え、1979年（民国78年）に院轄市（現：直轄市）に昇格して台湾省から離脱した。

## 行政区画
1945年の台湾光復後、高雄市の下に存在した33の区は19区に再編され、日本統治時代に高雄市の管轄区域となっていた南沙諸島は広東省（1949年以降は海南特別行政区）に移管された。1946年（民国35年）には10区に再編され、同年末には新興区・連雅区・前金区・前鎮区の境界調整が行われた。1952年、連雅区が苓雅区に改称された。
| 区名   | 面積（平方キロメートル） |
| ------ | ------------------------ |
| 楠梓区 | 25.8276                  |
| 左営区 | 19.3888                  |
| 鼓山区 | 14.7458                  |
| 三民区 | 19.7866                  |
| 塩埕区 | 1.4161                   |
| 前金区 | 1.8573                   |
| 新興区 | 1.9764                   |
| 苓雅区 | 8.1522                   |
| 前鎮区 | 19.1309                  |
| 旗津区 | 1.4639                   |
| 合計   | 113.7354                 |

## 院轄市への昇格

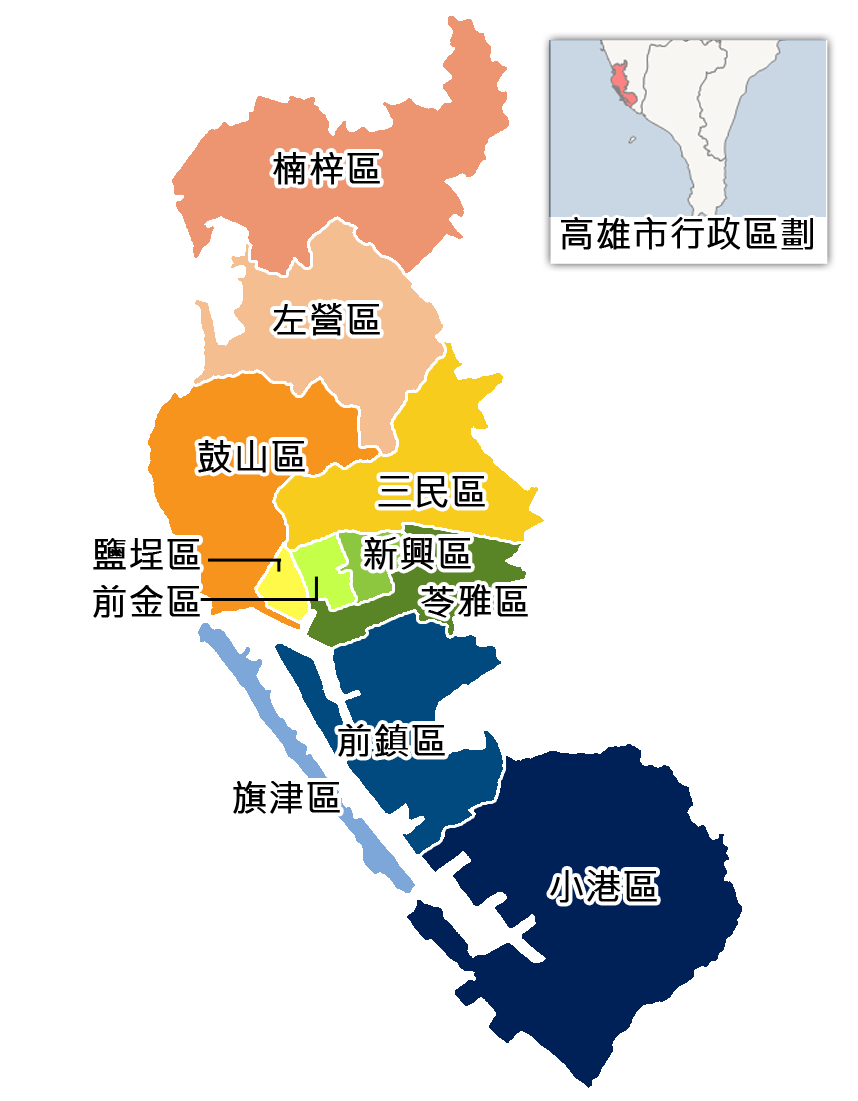
院轄市昇格後の高雄市の行政区画

1978年（民国67年）末、高雄市政府は台湾省政府に対し、院轄市への昇格後の市域拡大案として甲案と乙案を提案したが、高雄市改治籌画小組による審議の結果、高雄県への影響を最小限にとどめるため、内政部による案が採用された。

### 甲案
高雄県の二仁渓以南・高屏渓以西（鳳山市・林園郷・小港郷・大寮郷・鳥松郷、大樹郷・仁武郷・大社郷・橋頭郷・梓官郷・弥陀郷・路竹郷・燕巣郷・永安郷・田寮郷・阿蓮郷・湖内郷・茄萣郷・岡山鎮）を編入する。

### 乙案
橋頭郷、仁武郷、大社郷・林園郷・小港郷・大寮郷・鳥松郷・鳳山市五甲地区を編入する。

### 内政部方案
小港郷を編入する。

## 歴代市長

### 地方自治実施前
| 代 | 氏名   | 写真 | 所属政党   | 在任期間                      |
| -- | ------ | ---- | ---------- | ----------------------------- |
| 1  | 連謀   |      | 中国国民党 | 1945年11月8日 - 1946年5月23日 |
| 2  | 黄仲図 |      | 中国国民党 | 1946年5月23日 - 1947年8月2日  |
| 3  | 黄強   |      | 中国国民党 | 1947年8月2日 - 1949年5月1日   |
| 4  | 劉翔   |      | 無所属     | 1949年5月1日 - 1950年8月2日   |

### 地方自治実施後
| 代 | 期 | 氏名   | 写真                          | 所属政党       | 在任期間                      |
| -- | -- | ------ | ----------------------------- | -------------- | ----------------------------- |
| 1  | 1  | 謝掙強 |                               | 中国国民党     | 1951年5月1日 - 1954年6月2日   |
| 1  | 2  | 謝掙強 | 1954年6月2日 1957年6月2日     | 中国国民党     |                               |
| 2  | 3  | 陳武璋 |                               | 中国国民党     | 1957年6月2日 - 1960年6月2日   |
| 3  | 4  | 陳啓川 |                               | 中国国民党     | 1960年6月2日 - 1964年6月2日   |
| 3  | 5  | 陳啓川 | 1964年6月2日 - 1968年6月2日   | 中国国民党     |                               |
| 4  | 6  | 楊金虎 |                               | 中国民主社会党 | 1968年6月2日 - 1973年2月1日   |
| 5  | 7  | 王玉雲 |                               | 中国国民党     | 1973年2月1日 - 1977年12月20日 |
| 5  | 8  | 王玉雲 | 1977年12月20日 - 1979年7月1日 | 中国国民党     |                               |